# Ariasella pandellei
Ariasella pandellei är en tvåvingeart som beskrevs av Seguy 1941. Ariasella pandellei ingår i släktet Ariasella och familjen puckeldansflugor. Inga underarter finns listade i Catalogue of Life.